# Berghia
Berghia Trinchese, 1877 è un genere di molluschi nudibranchi della famiglia Aeolidiidae.
Il nome del genere è un omaggio al malacologo danese Rudolph Bergh (1824–1909).

## Tassonomia
Comprende le seguenti specie:
- Berghia agari (Smallwood, 1910)
- Berghia amakusana (Baba, 1937)
- Berghia benteva (Marcus, 1958)
- Berghia coerulescens (Laurillard, 1830) - specie tipo
- Berghia columbina (García-Gómez & Thompson, 1990)
- Berghia creutzbergi Er. Marcus & Ev. Marcus, 1970
- Berghia dakariensis (Pruvot-Fol, 1953)
- Berghia ghanensis Edmunds, 2015
- Berghia marcusi Dominguez, Troncoso & García, 2008
- Berghia marinae Carmona, Pola, Gosliner & Cervera, 2014
- Berghia norvegica Odhner, 1939
- Berghia rissodominguezi Muniain & Ortea, 1999
- Berghia stephanieae (Valdés, 2005)
- Berghia verrucicornis (A. Costa, 1867)